# コックドハット山
コックドハット山(Cockedhat Mountain)は アメリカ合衆国のアラスカ州に位置する、標高7,410フィート(2,259メートル)  の山であり、ブルックス山脈中央部で最も高い山のひとつとなっている。 北極圏の扉国立公園の大自然の中に位置しており、アナクトゥヴク峠から、およそ27マイルほど離れた場所にある。

山の名の由来は、その珍しい輪郭から名付けられている。

## 地形
ここを訪れる人たちは皆、「雲に包まれたギザギザの高い峰々」と「広大で切り立った山壁」を称賛している。
山頂は、長く険しい４つの尾根が交差している場所にある。
ブルックス山脈中央部では珍しい、圏谷氷河が、北、東、西の大きなボウルに鎮座しており、小さな吊り氷河が頂上の急峻な西壁に張り付いている。頂上の南側のボウルは、年間を通して氷雪がない。

## 参照
1. 1 2 3 4  "Cockedhat Mountain". Peakbagger.com. 2013年10月13日閲覧。
2. ↑  Orth, Donald J. (1967). Dictionary of Alaska Place Names. U.S. Government Printing Office. p. 228
3. ↑  Joe McGinniss (1 August 2010). Going to Extremes. Epicenter Press. pp. 291–294. ISBN 978-1-935347-03-3